# Yenikervansaray, Sivas
Yenikervansaray là một xã thuộc thành phố Sivas, tỉnh Sivas, Thổ Nhĩ Kỳ. Dân số thời điểm năm 2011 là 8 người.